# You're a Good Sport, Charlie Brown
You're a Good Sport, Charlie Brown (no Brasil: Você é um bom jogador, Charlie Brown [VTI-Rio], Snoopy nos Esportes [Herbert Richers-RJ] ou A Cãopetição [SC-SP]) é o décimo-quarto especial de TV baseado na tira Peanuts, de Charles M. Schulz, exibido pela primeira vez na CBS em 28 de outubro de 1975. No Brasil foi exibido pela Rede Globo entre o final da década de 80 e o início da década de 90 (com dublagem da Herbert Richers) e na Rede Record entre 2007 e 2008 (com dublagem da VTI), além de ter sido distribuído em fitas VHS no início da década de 90 (com dublagem da SC) pela Vídeo Arte do Brasil.  Foi o último especial de TV com trilha sonora de Vince Guaraldi a ser lançado enquanto ele ainda estava vivo.

## Sinopse
Snoopy está jogando tênis (inicialmente com uma máquina que arremessa bolas, depois com Woodstock, que ganha a partida), quando Patty Pimentinha o convida para participar de uma corrida de motos, e também faz o mesmo convite para Charlie Brown, que inicialmente hesita mas é convencido por Lino a aceitar e se inscrever (sendo Charlie Brown o piloto e Lino o assistente). Com isso Charlie Brown e Lino juntam suas economias para comprar uma moto, mas a única que seu dinheiro pode comprar visivelmente é de baixa qualidade e está em mau estado de conservação. Chega o dia da corrida e lá também está competindo Snoopy (com o apelido de Ás Mascarado e tendo Woodstock como seu assistente) e obviamente Patty Pimentinha (tendo Franklin e Marcie como assistentes, porém Marcie é chamada para ser a repórter). Nos primeiros minutos da corrida Charlie Brown e Snoopy se acidentam e são levados ao hospital (por engano Charlie Brown foi para uma clínica veterinária e Snoopy para um hospital humano), mas ambos retornam assim que Charlie Brown recupera a consciência. E como o capacete de Charlie Brown foi danificado no acidente, ele passa a usar um capacete feito com uma abóbora. Mesmo com a moto em mau estado Charlie Brown vence a corrida, porém o prêmio, que inicialmente eram ingressos para um jogo de boliche não puderam ser adquiridos e foram substituídos por cortes de cabelo, que são inúteis para Charlie Brown devido a sua calvície e também pelo fato de seu pai ser barbeiro. Com isso Lino consola Charlie Brown, dizendo que o mais importante é ele ter vencido (especialmente nas condições em que competiu) e não o prêmio.